# Bern E-Prix 2019
Der Bern E-Prix 2019 (offiziell: Julius Bär Swiss E-Prix 2019) fand am 22. Juni auf der Formel-E-Rennstrecke Bern in Bern statt und war das elfte Rennen der FIA-Formel-E-Meisterschaft 2018/19. Es handelte sich um den ersten Bern E-Prix.

## Bericht

### Hintergrund
Nach dem Berlin E-Prix führte Jean-Éric Vergne in der Fahrerwertung mit sechs Punkten vor Lucas di Grassi und mit 16 Punkten vor André Lotterer. In der Teamwertung hatte DS Techeetah 25 Punkte Vorsprung auf Audi Sport ABT Schaeffler und 51 Punkte Vorsprung auf Virgin Racing.
Da die Organisatoren des Rennens nach der Organisation des Zürich E-Prix 2018 planten, das Rennen auch zukünftig in verschiedenen Schweizer Städten durchzuführen, handelte es sich beim Rennen um den ersten E-Prix, bei dem der Stadtname nicht im offiziellen Namen des Rennens auftauchte.
Ende Januar 2019 beantragte die Fraktion aus GFL/EVP im Berner Stadtparlament in einem Vorstoss, dass der Veranstalter Swiss E-Prix Operations AG für das Rennen Ökostrom anstatt wie üblich mit Glyzerin betriebene Dieselgeneratoren zur Aufladung der Akkumulatoren der Fahrzeuge einsetzen soll. Obwohl der Stadtrat so entschied, ging bei Energie Wasser Bern bis Februar 2019 keine entsprechende Bestellung ein.
Zwei Tage vor dem Rennen fand eine Critical Mass mit rund 1000 Teilnehmern auf der Rennstrecke statt. Dabei kam es zu Vandalismus, die Demonstranten beschädigten mehrere an der Strecke befestigte Werbebanner. Da diese aus vertraglichen Gründen an der Streckenbegrenzung angebracht sein mussten, musste der Veranstalter in der folgenden Nacht neue Werbebanner aus London einfliegen lassen. Zudem wurden Medienberichten zufolge auch Stromkabel sowie Kabel für die TV-Übertragung durchtrennt. Der entstandene Sachschaden soll sich auf bis zu 400.000 Schweizer Franken (umgerechnet rund 360.000 Euro) belaufen haben, zudem musste der Shakedown der Formel E um rund drei Stunden verschoben werden. Stadtpräsident Alec von Graffenried äußerte Medien gegenüber, der Berner Gemeinderat sei vom Veranstalter enttäuscht. Es seien nicht alle Auflagen vollumfänglich erfüllt worden, welche Voraussetzung für die Bewilligung des Rennens waren. Das galt für die Gewährleistung des öffentlichen Verkehrs und die Zugänglichkeit des Quartiers.
Daniel Abt, Sébastien Buemi, di Grassi, António Félix da Costa und Stoffel Vandoorne erhielten im Rennen einen sogenannten Fanboost, sie durften die Leistung ihres Fahrzeugs nach der 23. Minute des Rennens einmal auf 240 kW bis 250 kW erhöhen und so bis zu 100 Kilojoule Energie zusätzlich verwenden. Buemi erhielt seinen 37. Fanboost in der FIA-Formel-E-Meisterschaft, di Grassi seinen 30. und Abt seinen 28. Félix da Costa und Vandoorne erhielten jeweils zum elften Mal die Zusatzenergie, jedes Mal in dieser Saison.

### Training
Im ersten freien Training war Vergne mit einer Rundenzeit von 1:19,281 Minuten Schnellster vor Lotterer und di Grassi.
Im zweiten freien Training fuhr Pascal Wehrlein in 1:19,118 Minuten die Bestzeit vor Lotterer und Vergne.

### Qualifying
Das Qualifying begann um 13:30 Uhr und fand in vier Gruppen zu je fünf oder sechs Fahrern statt, jede Gruppe hatte sechs Minuten Zeit, in der die Piloten maximal eine gezeitete Runde mit einer Leistung 200 kW und anschließend maximal eine gezeitete Runde mit einer Leistung von 250 kW fahren durften. Mitch Evans war mit einer Rundenzeit von 1:18,897 Minuten Schnellster.
Die sechs schnellsten Fahrer fuhren anschließend im Superpole genannten Einzelzeitfahren die ersten sechs Positionen aus. Vergne sicherte sich mit einer Rundenzeit von 1:18,813 Minuten die Pole-Position und damit drei Punkte. Die weiteren Positionen belegten Evans, Buemi, Wehrlein, Maximilian Günther und Sam Bird.

### Rennen
Das Rennen ging über eine Zeit von 45 Minuten zuzüglich einer Runde. Jeder Fahrer musste den Attack-Mode zweimal aktivieren, nach der Aktivierung leistete das Fahrzeug für eine Zeit von vier Minuten maximal 225 kW statt 200 kW.
Vergne blieb am Start in Führung, dahinter griff Buemi Evans an. Die Fahrzeuge berührten sich, dahinter fuhr Günther auf Wehrlein auf, der in der Schikane gegen die TecPro-Barriere prallte und die Strecke blockierte. Robin Frijns drehte sich weiter hinten im Feld nach einer Berührung und prallte gegen die Streckenbegrenzung. Sein Fahrzeug stand anschließend entgegen der Fahrtrichtung. Die Rennleitung unterbrach das Rennen mit der roten Flagge.
Da nicht alle Fahrzeuge zum Zeitpunkt der Rennunterbrechung die erste Zeitmessung erreicht hatten, wurde als die Reihenfolge für den Neustart die ursprüngliche Startaufstellung festgelegt. Frijns konnte nicht am Neustart teilnehmen, da sein Fahrzeug zu stark beschädigt war.
Evans übte Druck auf Vergne aus, kam jedoch nicht vorbei. In der zehnten Runde ging Bird mit dem Attack-Mode an Günther vorbei. D’Ambrosio erhielt eine Durchfahrtstrafe.
Wehrlein wurde in der 13. Runde plötzlich langsamer und stellte sein Fahrzeug am Streckenrand ab. Evans griff mit aktiviertem Attack-Mode Vergne an, der sich verteidigte und seinerseits den Attack-Mode aktivierte. Die Rennleitung rief eine Full-Course-Yellow aus, um das Fahrzeug von Wehrlein bergen zu können. Vergne führte vor Evans, Buemi, Bird, Günther, Abt, Lotterer, Alex Lynn, Felipe Massa und Vandoorne.
Das Rennen wurde anschließend wieder freigegeben, die Positionen veränderten sich beim Neustart nicht. Evans aktivierte in Runde 17 seinen zweiten Attack-Mode und griff Vergne an, der sich jedoch erneut verteidigte und eine Runde später wieder seinen Attack-Mode aktivierte. Lotterer ging ebenfalls mit aktiviertem Attack-Mode an Abt und eine Runde später an Günther vorbei.
In der 25. Runde aktivierte Lotterer seinen zweiten Attack-Mode und schloss auf Bird auf. Er griff den Virgin-Piloten an, dieser verteidigte sich jedoch. Eine Runde später verbremste sich Bird, Lotterer ging kampflos vorbei. In der vorletzten Runde begann es zu regnen, es kam jedoch zu keinen Positionsveränderungen mehr.
Lotterer erhielt nachträglich eine Durchfahrtstrafe, die in eine Zeitstrafe von 22 Sekunden umgewandelt wurde, weil er bei der Rennunterbrechung die rote Boxenampel ignoriert hatte. José María López wurde disqualifiziert, weil er mehr als die maximal erlaubten 200 kW Energie verbraucht hatte. Félix da Costa erhielt eine nachträgliche Zeitstrafe von fünf Sekunden, weil er während der Full-Course-Yellow zu schnell gefahren war.
Vergne gewann das Rennen vor Evans und Buemi. Die restlichen Punkteplatzierungen belegten Bird, Günther, Abt, Lynn, Massa, di Grassi und Vandoorne. Der Punkt für die schnellste Rennrunde unter den ersten Zehn ging an Bird.
In der Gesamtwertung vergrößerte Vergne seinen Vorsprung auf di Grassi, Evans war nun Dritter. Auch in der Teamwertung vergrößerte DS Techeetah den Vorsprung vor Audi Sport ABT Schaeffler und Virgin Racing.

## Meldeliste
Alle Teams und Fahrer verwendeten Reifen von Michelin.
| Team                                     | Fahrzeug           | Nr. | Fahrer                 |
| ---------------------------------------- | ------------------ | --- | ---------------------- |
| Audi Sport ABT Schaeffler Formula E Team | Audi e-tron FE05   | 11  | Lucas di Grassi        |
| Audi Sport ABT Schaeffler Formula E Team | Audi e-tron FE05   | 66  | Daniel Abt             |
| DS Techeetah                             | DS E-Tense FE 19   | 25  | Jean-Éric Vergne       |
| DS Techeetah                             | DS E-Tense FE 19   | 36  | André Lotterer         |
| Envision Virgin Racing                   | Audi e-tron FE05   | 02  | Sam Bird               |
| Envision Virgin Racing                   | Audi e-tron FE05   | 04  | Robin Frijns           |
| Mahindra Racing                          | Mahindra M5Electro | 64  | Jérôme D’Ambrosio      |
| Mahindra Racing                          | Mahindra M5Electro | 94  | Pascal Wehrlein        |
| Nissan e.dams                            | Nissan IM01        | 22  | Oliver Rowland         |
| Nissan e.dams                            | Nissan IM01        | 23  | Sébastien Buemi        |
| Panasonic Jaguar Racing                  | Jaguar I-Type III  | 03  | Alex Lynn              |
| Panasonic Jaguar Racing                  | Jaguar I-Type III  | 20  | Mitch Evans            |
| Venturi Formula E Team                   | Venturi VFE05      | 19  | Felipe Massa           |
| Venturi Formula E Team                   | Venturi VFE05      | 48  | Edoardo Mortara        |
| NIO Formula E Team                       | NIO Sport 004      | 08  | Tom Dillmann           |
| NIO Formula E Team                       | NIO Sport 004      | 16  | Oliver Turvey          |
| Geox Dragon                              | PENSKE EV-3        | 06  | Maximilian Günther     |
| Geox Dragon                              | PENSKE EV-3        | 07  | José María López       |
| BMW i Andretti Motorsport                | BMW iFE.18         | 27  | Alexander Sims         |
| BMW i Andretti Motorsport                | BMW iFE.18         | 28  | António Félix da Costa |
| HWA Racelab                              | Venturi VFE05      | 05  | Stoffel Vandoorne      |
| HWA Racelab                              | Venturi VFE05      | 17  | Gary Paffett           |

## Meisterschaftsstände nach dem Rennen
Die ersten Zehn des Rennens bekamen 25, 18, 15, 12, 10, 8, 6, 4, 2 bzw. 1 Punkt(e). Zusätzlich gab es drei Punkte für die Pole-Position und einen Punkt für den Fahrer unter den ersten Zehn, der die schnellste Rennrunde erzielte.

### Fahrerwertung
| Pos. | Fahrer                 | Team                                     | Punkte |
| ---- | ---------------------- | ---------------------------------------- | ------ |
| 01   | Jean-Éric Vergne       | DS Techeetah                             | 130    |
| 02   | Lucas di Grassi        | Audi Sport ABT Schaeffler Formula E Team | 98     |
| 03   | Mitch Evans            | Panasonic Jaguar Racing                  | 87     |
| 04   | André Lotterer         | DS Techeetah                             | 86     |
| 05   | António Félix da Costa | BMW i Andretti Motorsport                | 82     |
| 06   | Robin Frijns           | Envision Virgin Racing                   | 81     |
| 07   | Sébastien Buemi        | Nissan e.dams                            | 76     |
| 08   | Daniel Abt             | Audi Sport ABT Schaeffler Formula E Team | 75     |
| 09   | Sam Bird               | Envision Virgin Racing                   | 69     |
| 10   | Jérôme D’Ambrosio      | Mahindra Racing                          | 65     |
| 11   | Oliver Rowland         | Nissan e.dams                            | 63     |
| 12   | Edoardo Mortara        | Venturi Formula E Team                   | 52     |
| 13   | Pascal Wehrlein        | Mahindra Racing                          | 52     |

| Pos. | Fahrer             | Team                      | Punkte |
| ---- | ------------------ | ------------------------- | ------ |
| 14   | Felipe Massa       | Venturi Formula E Team    | 36     |
| 15   | Stoffel Vandoorne  | HWA Racelab               | 31     |
| 16   | Alexander Sims     | BMW i Andretti Motorsport | 24     |
| 17   | Maximilian Günther | Geox Dragon               | 20     |
| 18   | Alex Lynn          | Panasonic Jaguar Racing   | 10     |
| 19   | Gary Paffett       | HWA Racelab               | 8      |
| 20   | Oliver Turvey      | NIO Formula E Team        | 6      |
| 21   | José María López   | Geox Dragon               | 3      |
| 22   | Nelson Piquet jr.  | Panasonic Jaguar Racing   | 1      |
| 23   | Tom Dillmann       | NIO Formula E Team        | 0      |
| 24   | Felipe Nasr        | Geox Dragon               | 0      |
| –    | Felix Rosenqvist   | Mahindra Racing           | 0      |

### Teamwertung
| Pos. | Team                                     | Punkte |
| ---- | ---------------------------------------- | ------ |
| 01   | DS Techeetah                             | 216    |
| 02   | Audi Sport ABT Schaeffler Formula E Team | 173    |
| 03   | Envision Virgin Racing                   | 150    |
| 04   | Nissan e.dams                            | 139    |
| 05   | Mahindra Racing                          | 117    |
| 06   | BMW i Andretti Motorsport                | 106    |

| Pos. | Team                    | Punkte |
| ---- | ----------------------- | ------ |
| 07   | Panasonic Jaguar Racing | 98     |
| 08   | Venturi Formula E Team  | 88     |
| 09   | HWA Racelab             | 39     |
| 10   | Geox Dragon             | 23     |
| 11   | NIO Formula E Team      | 6      |